# Pericallia whiteheadi
Aethalida whiteheadi là một loài bướm đêm thuộc phân họ Arctiinae, họ Erebidae.